# Завалий, Алексей Исакович
Алексей Исакович Завалий (29 марта 1926 — 1 февраля 1987) — передовик советского сельского хозяйства, бригадир совхоза «Восход» Краснодонского района Луганской области, Герой Социалистического Труда (1966).

## Биография
Родился в 1926 году в селе Белоскелеватое Краснодонского района Луганской области, в крестьянской украинской семье.
До февраля 1943 года находился на оккупированной территории. В 1942 году завершил обучение в седьмом классе школы. После освобождения от фашистов начал трудиться в колхозе имени Н.К.Крупской. Работать было нелегко. Однако за его упорство и самоотверженность, бригадир доверил ему трактор. В 1943 году он прошёл курсы трактористов и вернулся в колхоз работать на технике. 
С 1944 по 1949 годы работал на тракторе, затем становиться бригадиром. С 1953 по 1958 годы работает помощником, а позже бригадиром тракторной бригады №1 Ивановской МТС. С 1958 года бригадир тракторной бригады совхоза "Восход" Краснодонского района. 
В 1960-е годы его бригада показывала высокие производственные результаты. В 1965 году, в неурожайный год, сумели собрать по 16,5 центнеров яровой пшеницы, а ячменя по 17,7 центнера с гектара.  
Указом Президиума Верховного Совета СССР от 23 июня 1966 года за достижение высоких показателей в производстве продукции сельского хозяйства и высокие урожаи зерновых Алексею Исаковичу Завалий было присвоено звание Героя Социалистического Труда с вручением ордена Ленина и медали «Серп и Молот». 
В 1966 году был утверждён в должности управляющего отделением совхоза "Восход". В 1969 году окончил обучение в Донецком совхоз-техникуме. С 1986 года находился на пенсии, но продолжал работать. 
Умер 1 февраля 1987 года. Похоронен в родном селе. 

## Память
- 13 сентября 2007 года был открыт памятный знак "Гордость Краснодонщины", на котором нанесено имя А.И.Завалия[2].

## Награды
За трудовые успехи был удостоен:
- золотая звезда «Серп и Молот» (23.06.1966)
- орден Ленина (23.06.1966)
- другие медали.